# Machseja
Machseja (hebr. מחסיה; oficjalna pisownia w ang. Mahseya) – moszaw położony w Samorządzie Regionu Matte Jehuda, w Dystrykcie Jerozolimy, w Izraelu.

## Położenie
Leży w górach Judei.

## Historia
Moszaw został założony w 1950 przez imigrantów z Jemenu, Maroka i Indii.

## Gospodarka
Gospodarka moszawu opiera się na rolnictwie i sadownictwie.